# Liste der Baudenkmäler in Diedorf
Auf dieser Seite sind die Baudenkmäler in dem schwäbischen Markt Diedorf zusammengestellt. Diese Tabelle ist eine Teilliste der Liste der Baudenkmäler in Bayern. Grundlage ist die Bayerische Denkmalliste, die auf Basis des Bayerischen Denkmalschutzgesetzes vom 1. Oktober 1973 erstmals erstellt wurde und seither durch das Bayerische Landesamt für Denkmalpflege geführt wird. Die folgenden Angaben ersetzen nicht die rechtsverbindliche Auskunft der Denkmalschutzbehörde.
 Die Liste gibt den Fortschreibungsstand vom 1. März 2019 wieder und umfasst zwölf Baudenkmäler.

## Baudenkmäler nach Ortsteilen

### Diedorf
| Lage                      | Objekt                                        | Beschreibung | Akten-Nr.             | Bild                                          |
| ------------------------- | --------------------------------------------- | --- | --------------------- | --------------------------------------------- |
| Hauptstraße 44 (Standort) | Katholische Kapelle St. Leonhard und Wolfgang | Zentralraum mit eingezogenem Chor und Dachreiter mit Spitzhelm, von Ignaz Paulus und Johann Georg Hitzelberger, 1766; mit Ausstattung.                                                                         | D-7-72-130-1 Wikidata | Katholische Kapelle St. Leonhard und Wolfgang |
| Kirchenweg 4 (Standort)   | Alte Katholische Pfarrkirche St. Bartholomäus | Ehemalige Chorturmkirche, Saalbau mit eingezogenem Chor und nördlichem Turm mit Zwiebelhaube, Turmuntergeschoss spätromanisch, Oberteil um 1450, Kirche 1736 von Joseph Meitinger neu erbaut; mit Ausstattung. | D-7-72-130-2 Wikidata | weitere Bilder                                |
| Marienplatz 1 (Standort)  | Neue katholische Pfarrkirche Herz Mariä       | Rundbau über schneckenhausförmigem Grundriss, von Josef Ruf, 1965/67; mit bauzeitlicher und historischer Ausstattung.                                                                                          | D-7-72-130-3 Wikidata | Neue katholische Pfarrkirche Herz Mariä       |

### Anhausen
| Lage                                                       | Objekt                                 | Beschreibung | Akten-Nr.             | Bild           |
| ---------------------------------------------------------- | -------------------------------------- | --- | --------------------- | -------------- |
| Adelgundisstraße (Standort)                                | Katholische Pfarrkirche St. Adelgundis | Saalbau mit eingezogenem Chor und nördlichem Turm mit Zwiebelhaube, Turmunterteil und Chor Ende 15. Jahrhundert, Chorumgestaltung und -erhöhung von Hans Georg Mozart 1708, Turmoberteil 1711, Langhaus 1716 von Hans Georg Mozart; mit Ausstattung. | D-7-72-130-4 Wikidata | weitere Bilder |
| Herrlersfeld (nordwestlich an der Bundesstraße) (Standort) | Wegkapelle                             | Rechteckbau mit eingezogenem, halbrundem Schluss, um 1715. | D-7-72-130-6 Wikidata | Wegkapelle     |

### Biburg
| Lage                                                                       | Objekt                                        | Beschreibung | Akten-Nr.              | Bild           |
| -------------------------------------------------------------------------- | --------------------------------------------- | --- | ---------------------- | -------------- |
| Rommelsrieder Straße 1 (Standort)                                          | Katholische Pfarrkirche St. Andreas           | Chorturmkirche, Saalbau mit eingezogenem Chor und östlichem Turm mit Doppelzwiebelhaube, Chorturm und Teile des Langhauses 12. Jahrhundert oder erste Hälfte 13. Jahrhundert, 1738 Umgestaltung durch Christian Stark, Turmoberbau 1772 von Johann Martin Pentenrieder, 1884 Verlängerung und Umgestaltung; mit Ausstattung. | D-7-72-130-7 Wikidata  | weitere Bilder |
| Rommelsrieder Straße 9 (Standort)                                          | Ehemaliges Schlösschen, jetzt Forstverwaltung | Zweigeschossiger Mansarddachbau mit Giebelgesims, zweite Hälfte 18. Jahrhundert; Nebengebäude, erdgeschossiger Walmdachbau, wohl 18. Jahrhundert. | D-7-72-130-9 Wikidata  | weitere Bilder |
| Grund (750 m südwestlich der Kirche, am Weg nach Willishausen) (Standort)  | Bildstock                                     | Rechteckbau mit Stichbogennische und kleiner Figurennische im Giebelfeld, neugotisch, zweite Hälfte 19. Jahrhundert. | D-7-72-130-11 Wikidata | Bildstock      |
| Im Loh (500 m westlich der Kirche am Ortsrand, Nähe Dorfstraße) (Standort) | Feldkapelle                                   | Rechteckbau mit korbbogiger Öffnung, hölzernem Anbau, Satteldach und Dachreiter, wohl 18. Jahrhundert. | D-7-72-130-15 Wikidata | Feldkapelle    |

### Hausen
| Lage                      | Objekt                                              | Beschreibung                                                                          | Akten-Nr.              | Bild                                                |
| ------------------------- | --------------------------------------------------- | ------------------------------------------------------------------------------------- | ---------------------- | --------------------------------------------------- |
| Kapellenberg 7 (Standort) | Ehemalige Spitalkapelle, jetzt Kapelle St. Nikolaus | Saalbau mit eingezogenem Chor und Dachreiter mit Zwiebelhaube, 1695; mit Ausstattung. | D-7-72-130-12 Wikidata | Ehemalige Spitalkapelle, jetzt Kapelle St. Nikolaus |

### Willishausen
| Lage                           | Objekt                             | Beschreibung | Akten-Nr.              | Bild           |
| ------------------------------ | ---------------------------------- | --- | ---------------------- | -------------- |
| Biburger Straße 8 (Standort)   | Pfarrhaus                          | Zweigeschossiger Walmdachbau, 1808. | D-7-72-130-13 Wikidata | Pfarrhaus      |
| Deubacher Straße 10 (Standort) | Katholische Pfarrkirche St. Martin | Saalbau mit eingezogenem Chor und nördlichem Turm mit Spitzhelm, Langhaus im Kern 12./13. Jahrhundert, Chor und Langhausverlängerung 14./15. Jahrhundert, erneuert von Georg Jäger 1694, Turm und Verlängerung der Kirche 1890; mit Ausstattung. | D-7-72-130-14 Wikidata | weitere Bilder |

## Ehemalige Baudenkmäler
In diesem Abschnitt sind Objekte aufgeführt, die früher einmal in der Denkmalliste eingetragen waren, jetzt aber nicht mehr. Objekte, die in anderem Zusammenhang – also z. B. als Teil eines Baudenkmals – weiter eingetragen sind, sollen hier nicht aufgeführt werden. Aktennummern in diesem Abschnitt sind ehemalige, jetzt nicht mehr gültige Aktennummern.

| Lage                                      | Objekt            | Beschreibung | Akten-Nr.     | Bild |
| ----------------------------------------- | ----------------- | ------------ | ------------- | ---- |
| Biburg Rommelsrieder Straße 25 (Standort) | Barocke Holzfigur |              | D-7-72-130-10 | BW   |

## Abgegangene Baudenkmäler
In diesem Abschnitt sind Objekte aufgeführt, die früher einmal in der Denkmalliste eingetragen waren, jetzt aber nicht mehr existieren, z. B. weil sie abgebrochen wurden. Aktennummern in diesem Abschnitt sind ehemalige, jetzt nicht mehr gültige Aktennummern.

| Lage                                    | Objekt    | Beschreibung                                   | Akten-Nr.    | Bild      |
| --------------------------------------- | --------- | ---------------------------------------------- | ------------ | --------- |
| Anhausen Adelgundisstraße 12 (Standort) | Pfarrhaus | Satteldachbau, 3. Viertel des 18. Jahrhunderts | D-7-72-130-5 | Pfarrhaus |